# Забави в парку
Забави в парку (нід. Blindemannetje spelen) — картина голландського художника, мешканця міста Амстердама, Корнеліса Троста, представника стилю рококо в мистецтві Голландії.

## Забави в парку
На невеликій картині, що не досягає й одного метра в довжину, мале товариство у шість особ весело грає на галявині. Молоді причепурилися, усі в модних французьких сукнях, які вже стали для них звичними. Прийшла епоха, коли мода почала скасовувати національні розбіжності і одягом — багатий голландець не відрізнявся від німця чи француза. Іде розмежування культур і мод. Мода еліти відокремлюється від національної культури. І в товаристві, що залюбки віддалося забавам в парку, важко впізнати саме голландців, так щиро вони нагадують персонажів картин французів Ніколя Ланкре чи Патера.
Гра нагадує жмурки, коли умовній " жертві " затуляють хусткою очі, а гравцям дозволено гукати " жертву " з різних боків, смикати її за одяг, щосили реготати через відсутність покарання за жартівливі витівки. Лише коли " жертва " нарешті когось з гравців спіймає, вони поміняються місцями, аби знову смикати, жартувати і реготати довго і щиро, як тільки й можна реготати в молоді роки.
Сценка нагадує театральну мізансцену через композиційну побудову — персонажі лише на передньому плані, дерева і парковий павільйон нагадують лаштунки, як і порожнє тло картини, наче театральна декорація. Обладнання лише створює середовище, де грають актори, нікого з них не затуляючи. Адже й сам художник майже 5 років грав в театрі і добре знався на побудові театральних мізансцен.
Лише досвідчене око побачить значний реалізм в відтворенні одягу персонажів, в зображенні папуги, паркових атракцій, притаманний саме голландській школі живопису. Полотно голландського майстра, таке несподіване за темою, водночас і голландське, і інтернаціонально-європейське. Але ще позбавлене того прихованого смутку, туги за нездійсненим, того штучного скасування болючих проблем при визнанні їх наявності, що так відрізняло картини Антуана Ватто, взагалі — його творчість. Корнеліс Трост і Ватто опинились по різні змістовні складові стилю рококо, настояного на протиріччях.